# Дети мисс Эверс
Дети Мисс Эверс (англ. Miss Evers' Boys) — американский телевизионный фильм 1997 года производства HBO, в главных ролях Элфри Вудард и Лоренс Фишберн. Фильм был номинирован на 11 премий «Эмми», четыре из которых выиграл, в том числе и за лучший телевизионный фильм.

## Сюжет
Фильм рассказывает историю исследований сифилиса в Таскиги в период с 1932 по 1972 годы. История рассказана с точки зрения медсестры Юнис Эверс (Элфри Вудард), которая знает многое о том, что происходит. Эксперимент был прекращён только 40 лет спустя, когда было начато расследование сената.

## Актеры и персонажи
- Элфри Вудард — Юнис
- Лоренс Фишберн — Калеб Хамфри
- Крэйг Шеффер — доктор Дуглас
- Джо Мортон — доктор Сэм Бродэс
- Обба Бабатунде — Вилли Джонсон
- Осси Дэвис — мистер Эверс
- Э. Г. Маршалл — председатель Сената

## Награды и номинации
Фильм был высоко оценен и критиками и зрителями, актриса Элфри Вудард была удостоена премий «Эмми» и «Золотой глобус». Фильм получил премию «Эмми» как лучший телефильм, а также был номинирован на «Золотой глобус» в аналогичной категории. Лоренс Фишберн был номинирован на «Эмми» как лучший актёр.